# 莊豹
赵莊（?—?），《史记·樗里子列传》作莊豹，战国时期赵国的将领。
前314年（周赧王元年、齐宣王六年、赵武灵王十二年），赵国派赵庄合纵，想要伐齐国。齐国请割地，赵王于是冷落赵庄。东周国的齐明对赵王说：“齐国害怕合纵，故而割地。现在听说赵庄被冷落，张勤被重视，齐国一定不会割地了。”赵王于是召赵庄重新重视他。前313年（周赧王二年、秦惠文王更元十二年、赵武灵王十三年），秦国派担任右更的樗里疾，率军讨伐赵国。攻占蔺地（今山西省吕梁市离石区西），俘虏赵将庄豹。